# 600-as busz (Magyarország)
A 600-as jelzésű nemzetközi autóbusz Szeged, autóbusz-állomás és a Szabadka, autóbusz-állomás között közlekedett. A 2024. április 7-ei menetrend módosításokkal Volánbusz megszüntette az autóbuszvonalat.

## Megállóhelyei
| 0                                | Szeged, autóbusz-állomás végállomás     | 115 | 5, 6, 9, 19 7F, 21, 60, 60Y, 64, 67, 67Y, 70, 71, 72, 72A, 73, 73Y, 74, 74Y, 75, 77, 77A, 77Y, 78, 78A, 79H 1374, 1375, 1441, 1486, 1503, 1504, 1506, 1507, 1510, 1513, 1515, 1516, 1517, 1518, 1652 4990, 5000, 5001, 5002, 5003, 5004, 5005, 5007, 5008, 5010, 5012, 5013, 5015, 5016, 5018, 5019, 5020, 5021, 5022, 5023, 5024, 5025, 5030, 5031, 5032, 5033, 5034, 5035, 5040, 5041, 5042, 5045, 5046, 5047, 5049, 5050, 5054, 5055, 5056, 5058, 5059, 5060, 5061, 5062, 5063, 5064, 5066, 5070, 5071, 5075, 5076, 5109, 5112, 5160, 5188, 5190, 5329, 5362, 5369 |
| 10                               | Szeged, vasútállomás                    | 105 | 2 20, 21, 77, 90 5000, 5001, 5004, 5005, 5012, 5015, 5019, 5020, 5022, 5023, 5034, 5160, 5190 személyvonat, S20, expresszvonat, InterCity, Szeged–Hódmezővásárhely tram-train |
| 60                               | Tompa, országhatár (Magyarország)       | 50  | |
| Magyarország–Szerbia országhatár |                                         |     | |
| 90                               | Kelebija, Drž. Granica (Szerbia)        | 20  | 22 |
| 110                              | Subotica, autobusni kolodvor végállomás | 0   | 1A, 2 Nemzetközi járatok |